# Теодора Ноева
Теодора Ноева е сред първите защитнички на женските права в България.

## Биография
Ноева става главен редактор и съиздава първото дамско списание „Женский свят“ с брат си Атанас Манов от 1893 година – „редактирано от жени, за госпожи и госпожици“. Малката им сестра Елена списва притурката „Домакиня“.
Теодора Ноева издава списанието „Женский свят“ в продължение на 6 години до 1899 година. В „Женски свят“ се публикуват биографии на известни жени, обсъждат се правата на жените, разказва се за жени с различни професии – лекари, писателки, споменават се темите за равнопоставеността на половете и равното заплащането на мъжете ѝ жените, обсъжда се дори и правото на жената да гласува. Като скандал се приема през 1896 година от варненската общественост заявлението към общинската управа за вписване в избирателните списъци на Теодора Ноева.
Теодора Ноева е омъжена за изявения варненски предприемач Георги Ноев. Единственият им син Иван е роден ок. 1885 г. Служи като съдия в Балчик и запасен подпоручик, умира на 26 ноември 1912 г. от раните си, получени в битката при Чаталджа по време на Балканската война. Той е посмъртно награден с Орден за храброст I степен и е погребан при село Бекирли. Родителите принасят костите му във Варна и на 5 юни 1927 г. се отслужва панихида в църквата Св. Никола и погребение.
След смъртта на сина си Иван Теодора Ноева се отдава изключително на благотворителност. През 1930 година Теодора Ноева основава във Варна дарителски фонд „Иван Г. Ноев“ към Варненската мъжка гимназия „Фердинанд Първи“. Тя е сред активистите в Комитета по създаване на приют за стари хора във Варна. Наградена е през 1937 година от цар Борис III за активната си благотворителна дейност.